# 4. Kavallerie-Brigade (Deutsches Kaiserreich)
Die 4. Kavallerie-Brigade war ein Großverband der Preußischen Armee.

## Geschichte
Die 4.  Kavallerie-Brigade wurde am 5. September 1818 als Kavallerie-Brigade der 4. Division in Stargard in Pommern aufgestellt und am 3. April 1820 in 4. Kavallerie-Brigade umbenannt. 1859 wurde der Verband nach Bromberg verlegt, wo er bis zu seiner Auflösung am 2. August 1914 verblieb. Dabei wurde das Grenadier-Regiment Divisions-Kavallerie der 3. Infanterie-Division und das Dragoner-Regiment Divisions-Kavallerie der 4. Infanterie-Division.
Die Brigade war Teil der 4. Division  mit Standort in Bromberg, die dem II. Armee-Korps (ab 1870 in Stettin) zugeordnet war.

### Standorte
- 1818 bis 1859 Stargard
- 1859 bis 1914 Bromberg

### Gliederung
- 1820 bis 1847

3. Dragoner-Regiment (Neumärkisches) und 4. Ulanen-Regiment (Pommersches)
- 1848 biss 1850

3. Dragoner-Regiment und 5. Husaren-Regiment
- 1851

3. Dragoner-Regiment und 4. Ulanen-Regiment
- 1852

Wie vor, zusätzlich  3. Landwehr-Dragoner-Regiment und 4. Landwehr-Ulanen-Regiment
- 1853 bis 1866

Pommersches Husaren-Regiment (Blüchersche Husaren) Nr. 5, 1. Pommersches Ulanen-Regiment Nr. 4, 5. Landwehr-Husaren-Regiment, 4. Landwehr-Ulanen-Regiment
- 1867

Pommersches Dragoner-Regiment Nr. 11, Pommersches Husaren-Regiment (Blüchersche Husaren) Nr. 5, 1. Pommersches Ulanen-Regiment Nr. 4, 5. Landwehr-Husaren-Regiment, 4. Landwehr-Ulanen-Regiment
- 1868 bis 1869

Wie vor, ohne Landwehr-Regimenter
- 1871 bis 1884

Wie vor, ohne Ulanen-Regiment Nr. 4
- 1884 bis 1888

Wie 1868 bis 1869
- 1889 bis 1890

Grenadier-zu-Pferd-Regiment Freiherr von Derfflinger (Neumärkisches) Nr. 3, 1. Pommersches Ulanen-Regiment Nr. 4
- 1890 bis 1914

Grenadier-zu-Pferd-Regiment Freiherr von Derfflinger (Neumärkisches) Nr. 3 und Dragoner-Regiment von Arnim (2. Brandenburgisches) Nr. 12

### Deutscher Krieg 1866
Im Krieg Preußens gegen das Kaisertum Österreich wurde die Brigade von General Wasa von der Goltz bzw. Eugen von Richthofen geführt.

### Deutsch-Französischer Krieg 1870/1871
Mit Beginn des Krieges gegen Frankreich übernahm General Gustav von Barnekow das Kommando über die Brigade und führte sie in den Schlachten bei Beaumont, Sedan, Orléans, Beaugency-Cravant, Le Mans und den Gefechten bei Petit Bicêtre, Marolles, Artanay, Coulmiers, Meung, Vendôme und Coulommiers.

### Brigadekommandeure
| Name                                   | Datum                                          |
| -------------------------------------- | ---------------------------------------------- |
| Achaz von der Schulenburg              | 26. Oktober 1818 bis 17. Juni 1825             |
| Friedrich Georg von Sohr               | 18. Juni 1825 bis 29. März 1832                |
| Georg Heinrich August Baron von Krafft | 30. März 1832 bis 24. März 1841                |
| Alexander Adolf von Hirschfeld         | 25. März 1841 bis 12. Mai 1848                 |
| Wilhelm von Barby                      | 13. Mai 1848 bis 17. April 1850                |
| Karl von Lebbin                        | 18. April 1850 bis 24. April 1854              |
| Karl Albert von Rudolphi               | 25. April 1854 bis 24. September 1855          |
| Karl Bernhard von Stülpnagel           | 25. September 1855 bis 11. November 1855       |
| Eduard Collins                         | 12. November 1855 bis 17. März 1858            |
| Rudolf von Gotsch                      | 18. März 1858 bis 3. Januar 1864               |
| Wasa von der Goltz                     | 4. Januar 1864 bis 12. August 1867             |
| Eugen von Richthofen                   | 13. August 1867 bis 17. Juni 1869              |
| Hermann von Lüderitz                   | 18. Juni 1869 bis 17. Juli 1870                |
| Gustav von Barnekow                    | 18. Juli 1870 bis 22. Mai 1871                 |
| Maximilian von Roedern                 | 23. Mai 1871 bis 14. Februar 1876              |
| Hermann von Radecke                    | 15. Februar 1876 bis 25. Juni 1877             |
| Karl Friedrich Wilhelm von Bomsdorff   | 26. Juni 1877 bis 11. März 1881                |
| Henning von Heydebreck                 | 12. März 1881 bis 4. Juli 1883                 |
| Alexander Manche                       | 5. Juli 1883 bis 14. Januar 1885               |
| Benno Hann von Weyhern                 | 15. Januar 1885 bis 11. Juni 1886              |
| Hermann von Liebermann                 | 12. Juni 1886 bis 15. Januar 1890              |
| Hugo Wilhelm von Rosenberg             | 16. Januar 1890 bis 21. August 1891            |
| Friedrich Synold von Schüz             | 22. August 1891 bis 19. Mai 1896               |
| Adalbert vom Humbracht                 | 20. Mai 1896 bis 21. Mai 1900                  |
| Paul von Mühlberg                      | 22. Mai 1900 bis 21. April 1902                |
| Gustav Wagener                         | 22. April 1902 bis 4. März 1908                |
| Gustav von Hollen                      | 5. März 1908 bis 30. September 1912            |
| Ernst von Hoeppner                     | 1. Oktober 1912 bis 1. August 1914 (Auflösung) |